# Radiofarol

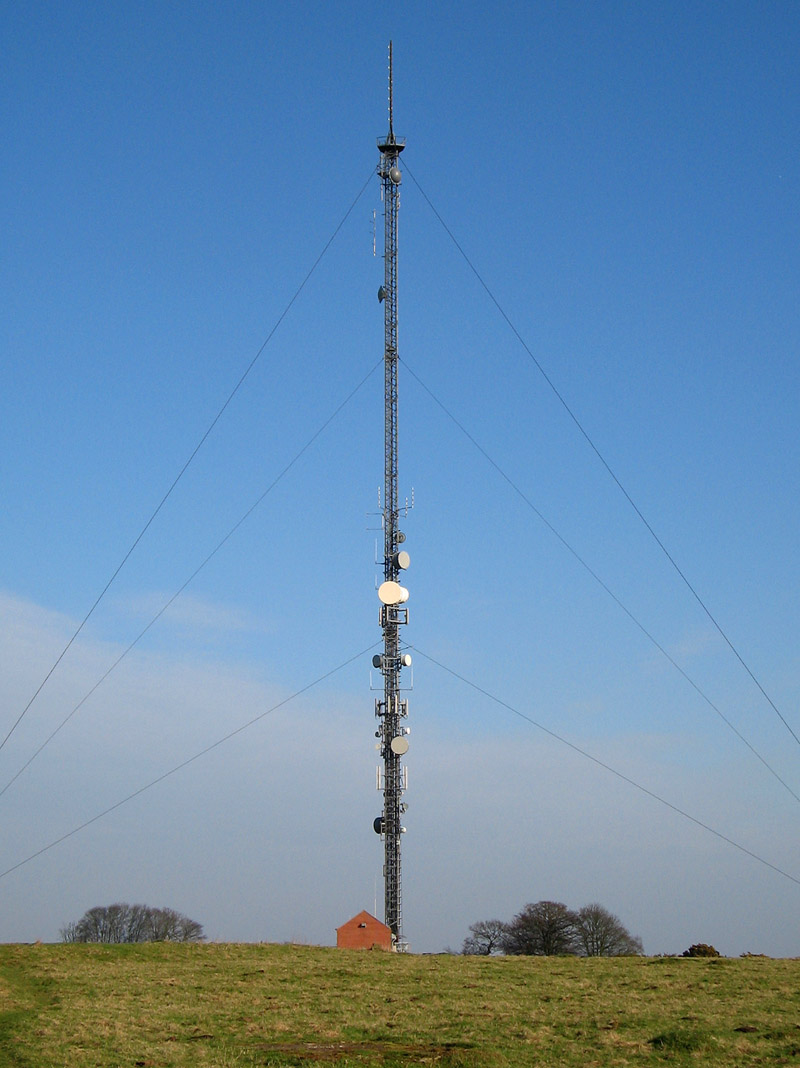
Torre em Borough Hill, no Reino Unido, usada como radiofarol para navegação de aeronaves

Na navegação, um farol de rádio ou radiofarol é uma espécie de baliza, um dispositivo que marca um local fixo e permite que equipamentos de localização de direção encontrem o rumo relativo. Mas em vez de empregar luz visível, os radiofaróis transmitem radiação eletromagnética na faixa de ondas de rádio. Eles são usados para sistemas de localização de direção em navios, aeronaves e veículos.
Os radiofaróis transmitem um sinal de rádio contínuo ou periódico com informações limitadas (por exemplo, sua identificação ou localização) em uma frequência de rádio específica. Ocasionalmente, a transmissão do farol inclui outras informações, como dados telemétricos ou meteorológicos.
Os radiofaróis têm muitas aplicações, incluindo navegação aérea e marítima, pesquisa de propagação, mapeamento robótico, identificação por radiofrequência (RFID), comunicação de campo próximo (NFC) e navegação interna, como acontece com sistemas de localização em tempo real (RTLS) como Syledis ou localização e mapeamento simultâneos (SLAM).